# World's Wing 翼 Premium
World's Wing 翼 Premium（わーるずうぃんぐつばさぷれみあむ）は、日本の舞台作品。主演・構成は今井翼。企画・構成・総合演出はジャニー喜多川。

## 概要
2007年8月に大阪松竹座で初演された、今井翼主演による、ダンスを中心に構成された舞台作品。今井翼が座長を務めた舞台作品は、この公演が初である。
この公演は、今井より「ジャニーズでありそうでなかった、全て踊りで構成された舞台を行ってみたい。歴史を作りたい。」との発案より、世界中のあらゆる踊りを、時には歌を交えながら舞台で披露するオムニバス形式の公演となっている。よって、舞台内容は一部ストーリー性がある部分もあるが、演劇でも無い、ミュージカルでも無い、コンサートでも無い、ジャニーズ事務所としては、今までに無い全く新しい形で上演された舞台となっている。特に「フラメンコ」は今井本人も非常にこだわりのある演目となっており、この舞台の山場となっている。

## World's Wing 翼　Premium 2007
「大阪松竹座 新築開場10周年記念」の特別公演として、大阪松竹座にて2007年8月4日〜8月26日、18日間全18公演（追加公演含む）にて開催された。その後、日生劇場にて2008年10月3日〜28日、23日間全38公演にて開催された。
内容は2部構成となっており、1部、2部共に世界中の踊りをオムニバス形式で披露し、時には歌を歌いながら踊りを披露した。
前回の大阪の内容を変更、リニューアルした。また日生劇場にちなみ、日生劇場にて多くの公演を行った越路吹雪の「ラストダンスは私に」を、上演の最後に披露した。なお、「フラメンコ」を踊る場面では、約4分間一人で踊りきった。

## World's Wing 翼　Premium 2008
大阪松竹座にて2008年8月6日〜8月16日、11日間20公演にて開催。その後、日生劇場にて、2008年10月3日〜10月28日、23日間37公演にて開催された。
昨年とは構成演出が大幅に変更された。2部構成となっており、1部は人間の感情では対極である「善」と「悪」をモチーフとしたストーリー仕立ての構成となっている。なお、内容は全て踊り（一部歌あり）で構成されているため、ストーリー仕立てといっても台詞等は一切無い。今井本人は「この舞台を実際に観て、観て下さった方がそれぞれ感じてくださったことが、この演目の答えである。」と説明している。
2部は2007年の主要部分を凝縮した内容となっており、特に本人がこだわっている「フラメンコ」は、2部の始まりから10分間という、前年度よりも長い時間一人でフラメンコを踊りきった。出演者は前年よりも少なく、ジャニーズJr.も18人に厳選していた。